# Lagorchestes asomatus
Lagorchestes asomatus is een waarschijnlijk uitgestorven kangoeroe uit het geslacht der buidelhazen (Lagorchestes). De wetenschappelijke naam van de soort werd voor het eerst geldig gepubliceerd door Hedley Herbert Finlayson in 1943.

## Verspreiding
Deze soort slechts bekend is van één exemplaar, dat in 1932 is gevangen in een zandwoestijn tussen Mount Farewell en het Mackaymeer in het Noordelijk Territorium (Australië).

## Fossielen
Van dit exemplaar is alleen de schedel bewaard gebleven. Omdat het dier sindsdien nooit meer is gevonden, wordt de soort beschouwd als uitgestorven.